# Laval-d'Aurelle
Laval-d'Aurelle är en kommun i departementet Ardèche i regionen Auvergne-Rhône-Alpes i sydöstra Frankrike. Kommunen ligger  i kantonen Saint-Étienne-de-Lugdarès som ligger i arrondissementet Largentière. År 2018 hade Laval-d'Aurelle 36 invånare.

## Befolkningsutveckling
Antalet invånare i kommunen Laval-d'Aurelle
Referens: INSEE